# Ефимов, Николай Юрьевич
Николай Юрьевич Ефимов (род. 8 декабря 1957 года, Ульяновск, РСФСР, СССР) — советский и российский военный и государственный деятель, академик Российской академии художеств (2016).

## Биография
Родился 8 декабря 1957 года в Ульяновске в семье военнослужащего.
Образование:
- Ленинградское суворовское военное училище (1975);
- Свердловское высшее военно-политическое танко-артиллерийское училище (1979);
- Гуманитарная академия Вооруженных Сил (1992);
- очная адъюнктура Военного университета (1995);
- Российская академия государственной службы при Президенте Российской Федерации (2002).

Военную службу проходил последовательно в должностях от заместителя командира мотострелковой роты до заместителя командира артиллерийского полка в войсках Прибалтийского, Туркестанского, Северо-Кавказского военных округов и в Группе советских войск в Германии.
С 1995 по 2008 годы — служил в Центральном аппарате Минобороны России, пройдя должности от старшего офицера (по военно-музейному делу) отдела культуры до начальника управления патриотического воспитания и связи с общественностью Главного управления воспитательной работы Вооруженных Сил Российской Федерации. В должности начальника управления отвечал за вопросы взаимодействия с общественными, религиозными объединениями, родительской общественностью и молодежью, организацию психологической, культурно-досуговой работы, работы с семьями военнослужащих и обеспечение деятельности Общественного совета при Минобороны России. Генерал-майор запаса. Ветеран боевых действий.
С 2008 по 2010 годы — заместитель руководителя Федеральной службы по надзору за соблюдением законодательства в области охраны культурного наследия.
В 2010 году — защитил кандидатскую диссертацию, тема: «Военная униформология как социокультурный феномен: содержание и тенденции развития: социально-философский анализ».
С декабря 2010 года — заместитель руководителя Департамента культурного наследия города Москвы.
С января 2011 года по июнь 2014 года — первый заместитель руководителя Департамента культурного наследия города Москвы.
В 2016 году — избран академиком Российской академии художеств.
Заместитель председателя Геральдического совета города Москвы.
Советник директора Академического ансамбля песни и пляски Российской армии имени А. В. Александрова.

## Творческая деятельность
Автор ряда статей по вопросам психологической структуры мировоззрения личности, военной униформологии, учебно-методических пособий по культуре древних цивилизаций для Военного университета и др.
Основные труды
- Место убеждений в психологической структуре мировоззрения личности // Сборник научных статей слушателей — членов военно-научного общества академии. — М., 1991. С. 102—105;
- Воспитание патриотизма // Методическое пособие (выпуск второй). — М.: ГУВР ВС, 1993;
- Военная униформология как система научных знаний // Сборник статей адъюнктов. — М.: ВУ, 1995. — № 6. — Ч. II. С. 247—266;
- Актуальные вопросы развития военных музеев на пороге XXI века // Информационно-методический сборник (по материалам международной научно-практической конференции «Военный музей на пороге XXI века: проблемы, поиски, перспективы»). — М.: ЦМВС, 1999.- № 4. С 7-16;
- Военная униформология как феномен современной социальной жизни // Вестник Военного университета. — М., 2009.- № 1(17). С. 50-57;
- Nicolay Efimov, Irina Ezhkova. Cognitive Relativity, Rationality and Clarity Uniformology//Proceedings of the 20 Meeting on Cybernetics and Systems Research. — Vienna, Austria, 2010. Р. 236—240;
- Военная униформология как социокультурный феномен России: содержание и тенденции развития. — Germany: LAP LAMBERT Academic Publishing, 2011;
- Культура древних цивилизаций и воинская деятельность // Учебное пособие. — М.: Военный университет, 1995. — Ч. I. С. 47-56; 84-94; 113—123; 133—136; 155—165; 184—192;
- Основы пастырского служения в войсках // Методическое пособие. — М.: ГУВР ВС, 1995;
- История культуры средних веков // Учебное пособие. — М.: Военный университет, 1996

## Награды
- Орден «За военные заслуги» (2000)
- Почётная грамота Правительства Российской Федерации (6 апреля 2009) — за большой вклад в подготовку и проведение Года Российской Федерации в Китайской Народной Республике и Года Китайской Народной Республики в Российской Федерации[2].

Награды Русской православной церкви:
- Орден Святого благоверного князя Даниила Московского III степени (2003)
- Орден Святого благоверного великого князя Димитрия Донского III степени (2008)
- Юбилейная медаль «В память 200-летия победы в Отечественной войне 1812 года» (2012)

Награды Российского императорского дома:
- Военный орден Святителя Николая Чудотворца I степени (2007)
- Орден Святой Анны II степени (2012)
- Медаль «В память 400-летия Дома Романовых. 1613—2013» (2013)